# Азатамарт
«Азатамарт» (з вірм. — «боротьба за свободу») — газета, що виходила російською мовою у 1990—1991 роках у Києві двічі на місяць. Слугувала інформаційним листком Українського комітету «Друзі Вірменії» (створеного після початку війни у Карабасі).
Містила історичні та актуальні сучасні матеріали з проблемами вірменського народу.
Редактори — Д. Новіков, К. Алавердян, Є. Замостьян.